# Giornata
Die Giornata, deutsch Tagwerk, ist in der Freskomalerei die in einem Arbeitsgang aufgebrachte Malfläche. Eine große Putzfläche mit horizontalen Putzgrenzen, die auf derselben Ebene wie Gerüstlagen verlaufen, wird als Pontata (ital.) oder Gerüstgrenze bezeichnet.

## Grundlagen
Bei der Herstellung von Fresken in der Wandmalerei muss eine bestimmte Fläche Putz aufgebracht, und deren Bemalung noch an diesem Tage beendet werden, weil danach der Putz aushärtet, und kein echtes Fresko mehr möglich ist (der Ausdruck kommt vom italienischen fresco „frisch“, in der Renaissance ausdrücklich als buon fresco). Nicht fertiggestellte Putzflächen werden wieder abgeschlagen. Diese zusammenhängenden Flächenelemente bezeichnet man als Tagwerk oder (ital.) giornata bzw. als Gerüstgrenze oder (ital.) pontata.
Sie ist eine für einen Maler typische Größe, die mit seiner Arbeitsweise zusammenhängt, bekannt für ihre großen Tagwerke sind etwa Leonardo da Vinci und Paul Troger. Diese Maler haben die Giornate auch schon in der Unterzeichnung angesetzt.

## Tagwerksgrenzen

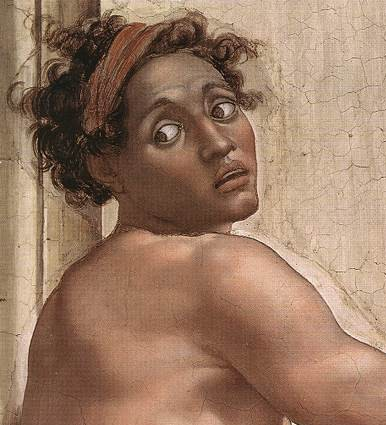
Die Tagwerksgrenze ist entlang des Armes, des Kopfes und des Rückens der Figur erkennbar.
Deckengemälde der Sixtinischen Kapelle, Michelangelo (zwischen 1508 und 1512)

Weil am nächsten Tag die neue Putzfläche meist an die älteren Malflächen angesetzt wird, bleiben die Tagwerksgrenzen lesbar erhalten, wobei es Ziel des Malers ist, sie möglichst unsichtbar zu machen. Dazu wurden sie meist entlang im Bild ohnehin vorhandener Konturen entlang angelegt. Sie werden im Streiflicht aber dennoch gut sichtbar. So können bei der Untersuchung alter Wandmalereien nicht nur die einzelnen Tagwerke selbst unterschieden werden, aus der Richtung, an der an einer Putzkante eine Putzfläche erkennbar nach der anderen entstanden ist, lässt sich ein Tagwerksplan erstellen, der die Entstehung großflächiger Malereien dokumentiert.

## Tagwerke verschiedener Hände
Routinierte Freskomaler setzten die ersten Tagwerke meist in den zentralen Bildstellen an. Oft wurden die Hintergrundmalereien oder sogar Nebenfiguren dann von Mitarbeitern einer Werkstatt ausgeführt. Auch solche Wechsel der Hände lassen sich an den Tagwerksplänen ablesen. An manchen Fresken ist sogar dokumentiert, dass ausschließlich die Gesichter vom Meister als ein Tagwerk gemalt wurden, den Rest der Figur ergänzt eine andere Hand, oder legt sie vor.